# Sarmatia indenta
Sarmatia indenta är en fjärilsart som beskrevs av George Thomas Bethune-Baker 1909. Sarmatia indenta ingår i släktet Sarmatia och familjen nattflyn. Inga underarter finns listade.